# لورانس فرنسيس كرامر
لورانس فرنسيس كرامر (بالإنجليزية: Lawrence Francis Kramer)‏ هو سياسي أمريكي، ولد في 24 فبراير 1933. حزبياً، نشط في الحزب الجمهوري.